# Satu Nou, Galați
Satu Nou este un sat în comuna Cosmești din județul Galați, Moldova, România. Se află în partea de vest a județului,  în Culoarul Siretului.